# Адам Мишка-Холоневський
Адам Алоїз Мишка-Холоневський, або Адам Холоневський гербу Корчак (пол. Adam Alojzy Myszka Chołoniewski ze Stratyna herbu Korczak, бл.1710 — пом. 1772) — шляхтич українського походження, урядник в Українських землях Речі Посполитої. Представник роду Мишок-Холоневських.

## Життєпис
Батько — Ян Мишка-Холоневський, мати — дружина батька Констанція зі Щеньовських гербу Кушаба.
Відомий як фаховий та досвідчений правник. Уряди (посади): підстароста вінницький, підстолій вінницький (з 1736), хорунжий звенигородський (з 1750), суддя гродський белзький (з 1753), підкоморій белзький (з 1758), староста дубенський, каштелян буський (з 1766), сенатор Речі Посполитої (з 1766). Посол на сейм 1766 року від воєводства белзького. Дідич Лопатина, Холонева.

### Сім'я
Дружина — Саломея з Контських гербу Брохвич (пол. Salomea Kącka herbu Brochwicz). Діти:
- Ігнатій (бл. 1740—1823) — камергер останнього короля Речі Посполитої Станіслава II Августа Понятовського, маршалок Коронного трибуналу, посол 4-літнього сейму, староста щуровецький і коломийський, після розборів Речі Посполитої — австрійський таємний радник і граф (з 1798), похований у Горохові.[4] Дружина — Маріанна Юзефа з Гриневецьких гербу Пшегіня, мали п'ятеро дітей: Саломею, Станіслава, Владислава, Яна і Адама.
- Андрій — кустош катедральний луцький, одружений не був, потомства не залишив.
- Рафаїл, граф (з 1798)[5]
- Францішек Ксаверій (нар. між 1748 і 1751—1830) — ловчий великий коронний (з 1788), граф (з 1798), одружений не був, потомства не залишив.
- Алоїз — одружений не був, потомства не залишив.
- Колета — дружина перемиського каштеляна князя Антонія Станіслава Святополк-Четвертинського
- Гонората — дружина любачівського каштеляна Адама Жищевського
- Людвіка Домініка
- Цецилія — дружина брацлавського воєводи Марціна Грохольського

Разом з дружиною за дозволом короля викупили Дубенське староство в Чаплича в 1769 році, також стали фундаторами спорудження костелу Непорочного Зачаття Діви Марії в Лопатині. Після його смерті вдова стала фундаторкою костелу Непорочного Зачаття Діви Марії в Янові (нині — Іванів).